# Красная Варма
Красная Варма — упразднённый посёлок в Ельниковском районе Мордовии. Входил в состав Надеждинского сельского поселения. Исключен из учётных данных в 2024 году.

## География
Расположен в истоке реки Варма, в 13 км по прямой к юго-востоку от центра сельского поселения села Надеждино. На карте 1980-х годов издания подписано как Красная Варма (Абиссиния).

## Население
| 2002 | 2010 |
| ---- | ---- |
| 4    | ↘2   |

Национальный состав
Согласно результатам Всероссийской переписи населения 2002 года, в национальной структуре населения русские составляли 100 %.